# Унаватуна
Унаватуна — прибрежный населенный пункт в Шри-Ланке, расположенный около города Галле. Одно из основных туристических мест Шри-Ланки, известное пляжами и коралловыми рифами.
Населённый пункт расположен в бухте, которая отделена двойным рифом от Индийского океана. Крупные туристические комплексы и сетевые отели в Унаватуне не построены, большинство отдыхающих — самостоятельные туристы. Побережье плотно застроено ресторанами и небольшими отелями. Городской пляж протяженностью 1 километр. Около мангрового озера имеется дикий пляж естественного происхождения Джангл Бич. Курорт, в котором можно отдыхать на протяжении всего года. Температура воздуха с января по апрель составляет около 32°С. В самом холодном месяце — декабре температура воздуха днем составляет 28°С, а ночью снижается до 15°С.
В эпосе «Рамаяна» имеется описание рая как «унаватуна, морское побережье, покрытое тысячами деревьев и зеленью, с домами и хижинами вдоль береговой линии, населенное людьми и высшими существами…».
В начале XVII века в Унаватуне, которая в то время была рыбацким поселком высадились португальцы. Далее, когда эта местность была под контролем голландцев здесь были построены дома для высокопоставленных служащих. От этих построек сохранились особняк Махарамбе, отель «Nooit Gedacht», больница и некоторые другие здания.
В Унаватуте сохранился дом в котором жил писатель-фантаст Артур Кларк, который в 1956 году вместе со своим другом Майком Уилсоном переехал жить на Шри-Ланку. Артур Кларк занимался литературной деятельностью, изучением и фотографированием подводного мира и исследованием гравитационной аномалии, находившейся в океане в 100 километрах к югу от Унаватуны. В 1963 году в Унаватуне был написан фантастический роман «Остров дельфинов». Из Унаватуны Артур Кларк позже переехал в город Коломбо, где жил до самой смерти.
В 2004 году японский буддистский монах Нитидацу Фудзии в подарок построил на горе Румассала в 2 километрах от Унаватуны Пагоду Мира, вокруг которой расположены четыре скульптуры Будды, обозначающие рождение принца Сиддхартхи, просветление, а также достижение Париниббаны. У входа в пагоду находится статуя Ханумана с куском Гималайев в руке. Пагода посвящена единению жителей Земли всех рас и вероисповеданий.
Любители дайвинга погружаются около кораллового рифа Румассала, остатков кораблей, потерпевших крушение и крупных колоний рыб и черепах. В джунглях, болотах и мангровых зарослях Кадолана развивается экологический туризм. Также в окрестностях Унаватуны расположены пляж Далавелла (2,5 км), форт Галле, внесенный в список всемирного наследия ЮНЕСКО (5 км), заповедник дождевого леса Коттава (45 минутах езды).

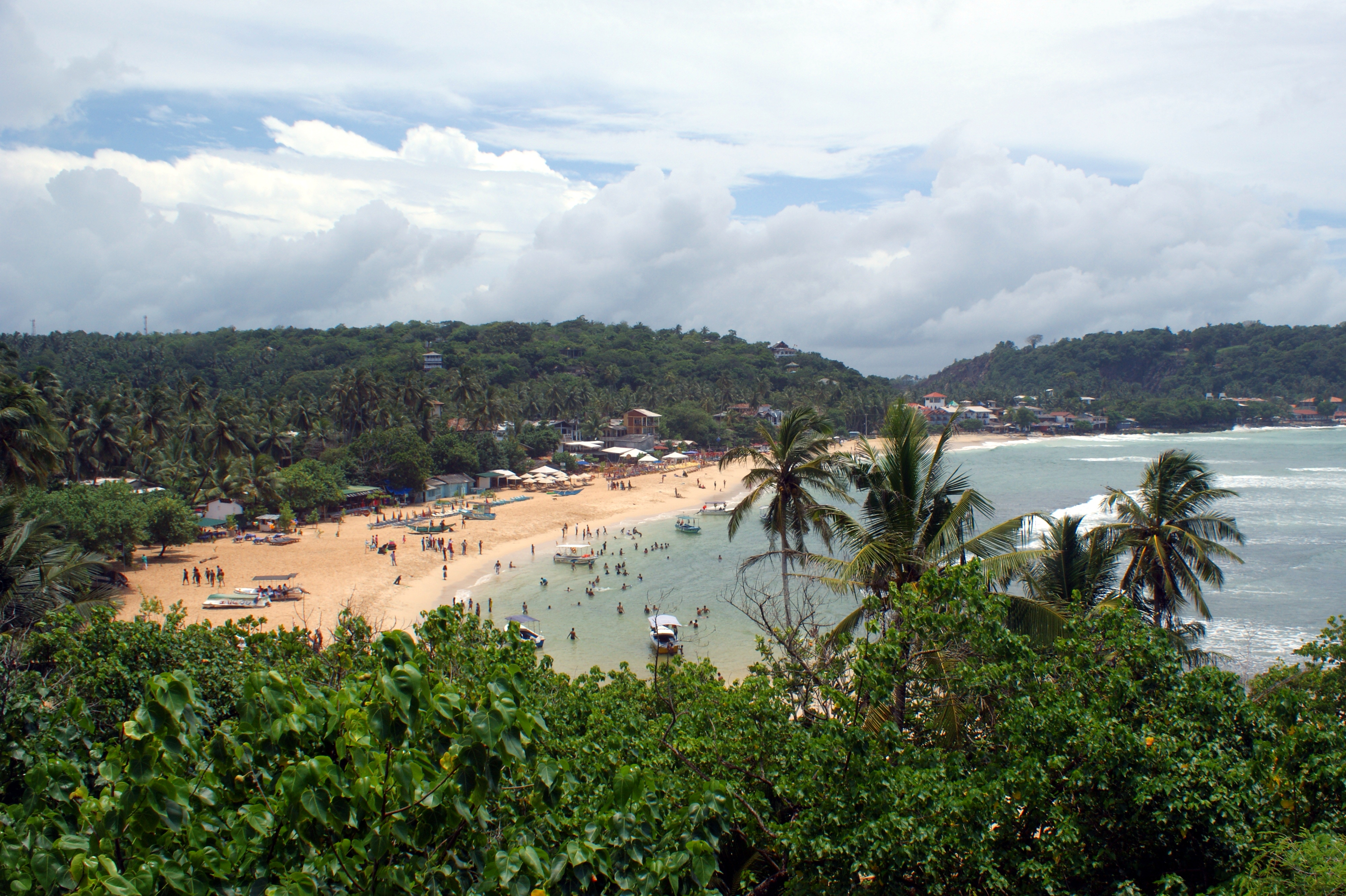
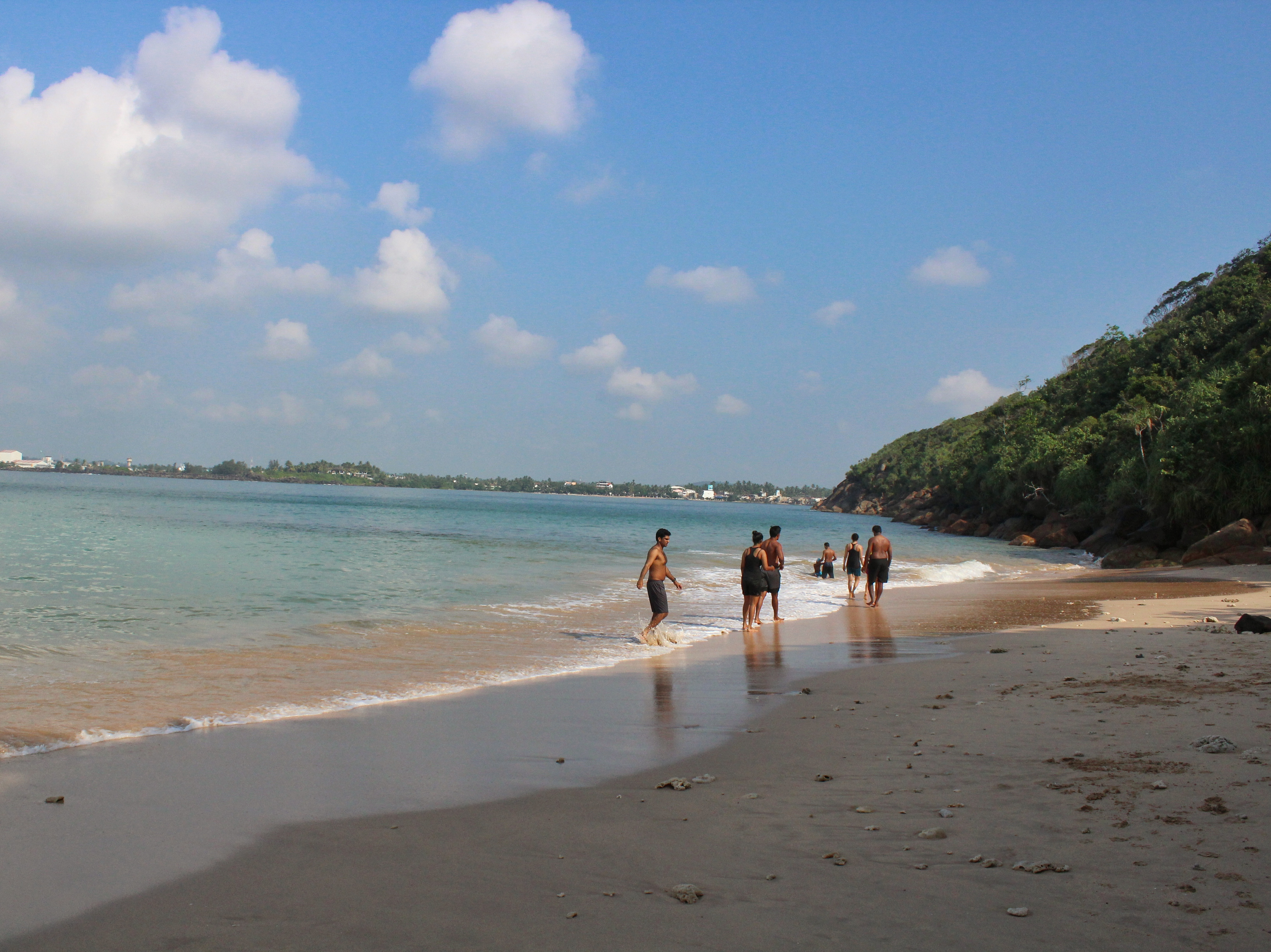
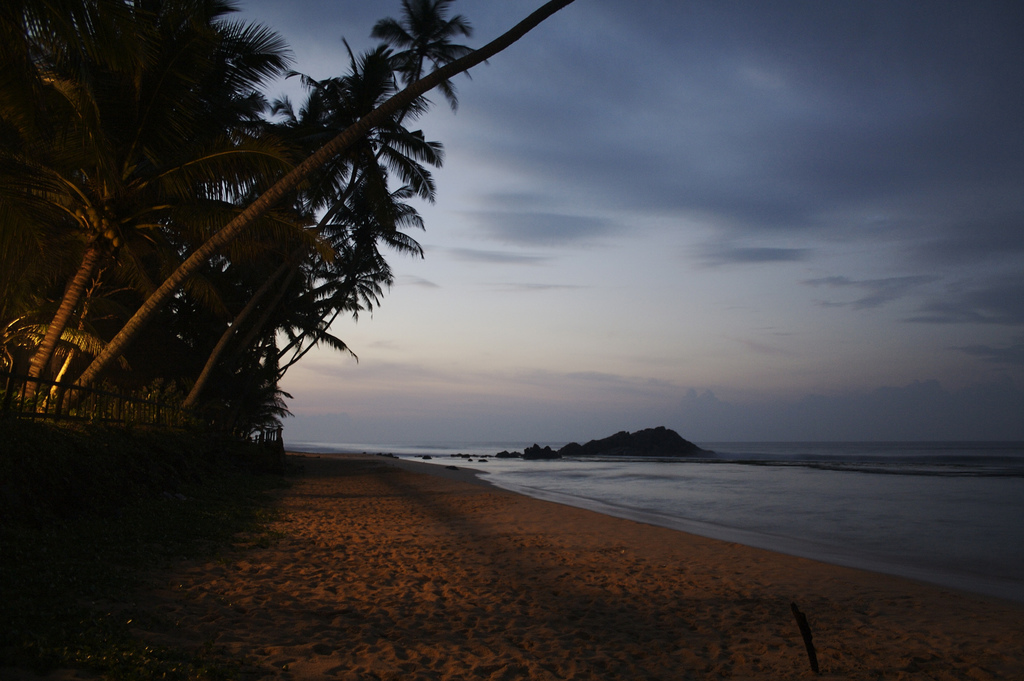